# OpenQASM
OpenQASM (англ. Open Quantum Assembly Language — мова квантового асемблера з відкритим кодом, вимовляється open kazm) — це проміжне представлення для інструкцій квантового комп'ютера. Мова вперше була описана у статті, опублікованій у липні 2017 року, а зразкова реалізація вихідного коду була випущена як частина набору програмного забезпечення Quantum Information Software (Qiskit) для використання з хмарною платформою квантових обчислень IBM Q Experience. Мова має якості, подібні до традиційних мов опису апаратного забезпечення, таких як Verilog.

OpenQASM визначає свою версію на початку вихідного файлу як дійсне число, як у декларації: 
```
OPENQASM
 
2.0
;

```

Версія оригінальних опублікованих реалізацій OpenQASM (наприклад, Qiskit, інфра) — це OpenQASM 3.0.

## Приклади
Далі подано приклад вихідного коду OpenQASM з офіційної бібліотеки. Програма додає два чотирирозрядних числа.
```
// quantum ripple-carry adder from Cuccaro et al, quant-ph/0410184

OPENQASM
 
2.0
;

include
 
"qelib1.inc"
;

gate
 
majority
 
a
,
b
,
c
 

{
 

  
cx
 
c
,
b
;
 

  
cx
 
c
,
a
;
 

  
ccx
 
a
,
b
,
c
;
 

}

gate
 
unmaj
 
a
,
b
,
c
 

{
 

  
ccx
 
a
,
b
,
c
;
 

  
cx
 
c
,
a
;
 

  
cx
 
a
,
b
;
 

}

qreg
 
cin
[
1
];

qreg
 
a
[
4
];

qreg
 
b
[
4
];

qreg
 
cout
[
1
];

creg
 
ans
[
5
];

// set input states

x
 
a
[
0
];
 
// a = 0001

x
 
b
;
    
// b = 1111

// add a to b, storing result in b

majority
 
cin
[
0
],
b
[
0
],
a
[
0
];

majority
 
a
[
0
],
b
[
1
],
a
[
1
];

majority
 
a
[
1
],
b
[
2
],
a
[
2
];

majority
 
a
[
2
],
b
[
3
],
a
[
3
];

cx
 
a
[
3
],
cout
[
0
];

unmaj
 
a
[
2
],
b
[
3
],
a
[
3
];

unmaj
 
a
[
1
],
b
[
2
],
a
[
2
];

unmaj
 
a
[
0
],
b
[
1
],
a
[
1
];

unmaj
 
cin
[
0
],
b
[
0
],
a
[
0
];

measure
 
b
[
0
]
 
->
 
ans
[
0
];

measure
 
b
[
1
]
 
->
 
ans
[
1
];

measure
 
b
[
2
]
 
->
 
ans
[
2
];

measure
 
b
[
3
]
 
->
 
ans
[
3
];

measure
 
cout
[
0
]
 
->
 
ans
[
4
];

```